# アル・ラムサ
アル・ラムサ（アラビア語: الرمثا ラテン語: Al-Ramthā / Ar-Ramthā）は、ヨルダンのイルビド県の都市。面積は40 km2で、2010年の人口は12万365人。砂漠植物のアル・ラマス(アラビア語: الرمث)に因む。ローマ帝国時代には「ラマサ」と呼ばれた。

## 歴史
ローマ帝国時代には、植民地間の連絡都市として活用された。
イスラム教が広まると、シリアとヒジャーズを結ぶ港になった。
1596年、オスマン帝国シリア州に所属していた。

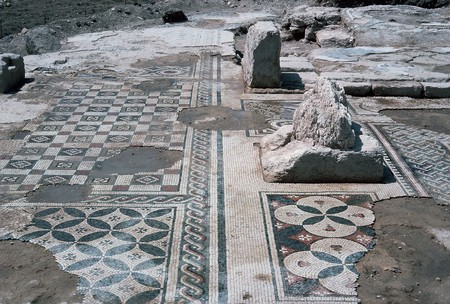
アル・ラムサの東ローマ帝国時代の遺跡

## 経済
産業の中心は輸出入である。アル・ハサン産業団地の商品はアメリカやヨーロッパに輸出される。

## 文化
- 結婚式や公の場所で用いられる詩が継承されている事で知られる。
- ダブケと呼ばれる踊りが有名である。
- ミジュウィズを用いた音楽が盛んである。
- 有名な演奏家にはNayef El-Zubi、Hussein Al-Salman、Lil ZeeJo、Anwar alshare、Mitaab Al-Saggarが居る。

## スポーツ
- サッカーのアル・ラムサSCはヨルダンリーグに所属する。
- イッティハドゥ・アル・ラムサはヨルダン・サッカー・リーグの1部に所属する。

## 教育
- ヨルダン科学技術大学（アラビア語版、英語版）には大規模な大学病院が付属する。